# Klaus J. Vetter
Klaus Jürgen Vetter (* 13. Juli 1916 in Berlin; † 12. Dezember 1974) war ein deutscher Physikochemiker, der vor allem wegen seiner Beiträge zur Elektrodenkinetik und wegen seiner herausragenden Monographie zu diesem Thema bekannt ist.

## Leben
Klaus Vetter studierte ab 1935 Chemie und Physik. Nach seinem Chemiediplom 1940 an der Universität Berlin bei Max Bodenstein führte er ebenfalls bei Max Bodenstein eine 1941 abgeschlossene Doktorarbeit aus; 1941 vollendete er außerdem sein Physikstudium. Nach Ende des Krieges, in dem er auch Militärdienst leistete, fand er 1946 eine Anstellung am Kaiser-Wilhelm-Institut; seitdem arbeitete er ausschließlich als Elektrochemiker. Im selben Jahr wechselte er als Assistent Karl Friedrich Bonhoeffers an die Berliner Universität. 1948 ging er zusammen mit Bonhoeffer an das Fritz-Haber-Institut der Max-Planck-Gesellschaft, wo er eine Arbeitsgruppe leitete. Nach seiner Habilitation 1951 wurde Vetter 1961 Professor der Freien Universität Berlin; 1963 wurde er dort zum ordentlichen Professor und zum Direktor des Instituts für Physikalische Chemie ernannt.
Die Elektrochemiker Joachim Walter Schultze (1937–2005) und Waldfried Johannes Ludwig Plieth (1937–2021) promovierten bei Klaus Vetter.

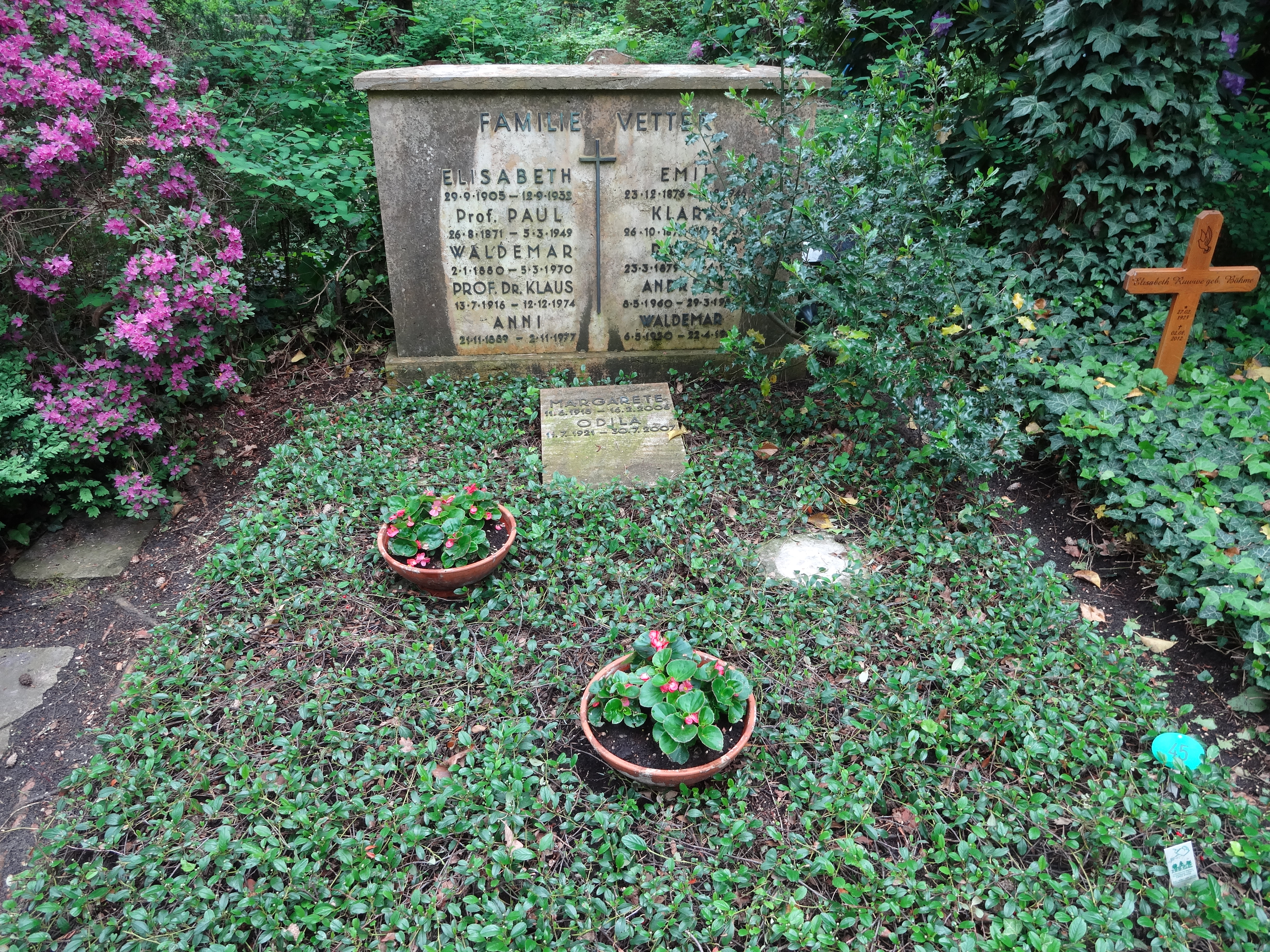
Grabstätte

Vetter war verheiratet und hatte zwei Kinder. Er ist auf dem Friedhof Heerstraße bestattet.

## Hauptwerk
Vetters Hauptwerk ist seine Monographie „Elektrochemische Kinetik“, von 1961, die 1967 in übersetzten und erweiterten englischen und russischen Ausgaben erschien. Sie gilt als Höhepunkt und auch als vorläufiger Abschluss dieses Forschungszweiges.

## Ehrungen
1953 erhielt Vetter zusammen mit Heinz Gerischer den erstmals verliehenen Bodenstein-Haber-Nernst-Preis.
2000–2008 wurde von der Gesellschaft Deutscher Chemiker, der DECHEMA und der International Society of Electrochemistry gemeinsam alle zwei Jahre der Klaus-Jürgen-Vetter-Preis vergeben.